# Cerro Chirripó
Il Cerro Chirripó (3.820 m s.l.m.) è la più alta montagna della Costa Rica. Appartiene alla catena montuosa detta Cordigliera di Talamanca. Si trova sul confine tra le province di Cartago, Limón e San José